# (5806) Archieroy
(5806) Archieroy est un astéroïde de la ceinture principale, de la famille de Hungaria.

## Description
(5806) Archieroy est un astéroïde de la ceinture principale, de la famille de Hungaria. Il présente une orbite caractérisée par un demi-grand axe de 1,96 UA, une excentricité de 0,04 et une inclinaison de 20,8° par rapport à l'écliptique.

## Compléments